# Yingquan
Lo Yingquan (赢拳, pugilato del vincere) è un esercizio in coppia del Ganzhi Wushi Meihuazhuang in cui si dimostra chi dei due praticanti è migliore nel muoversi secondo le strategie del Meihuaquan. Non ci sono sequenze prestabilite. C'è un continuo adattamento degli spostamenti tra i due contendenti, con l'obiettivo di trovare il tempo per poter attaccare in modo che l'altro non possa sfuggire.